# Science
Science is een gerenommeerd wetenschappelijk tijdschrift dat uitgegeven wordt door de American Association for the Advancement of Science (AAAS). Het tijdschrift verschijnt wekelijks en heeft een abonneebestand van ongeveer 130.000 vaste lezers. Het hoofdkantoor bevindt zich in Washington D.C. en een tweede grote redactie in de Engelse stad Cambridge. Een publicatie in Science wordt in de wetenschappelijke wereld zeer hoog aangeslagen.
Het tijdschrift werd in 1880 opgericht door Thomas Edison. In 1900 werd het het officiële tijdschrift van de AAAS. Science legt zich vooral toe op de natuur- en levenswetenschappen, met een lichte nadruk op (moleculaire) biologie en translationele geneeskunde, maar ook artikelen uit andere wetenschappelijke disciplines worden geaccepteerd. Daarnaast staan er artikelen in over wetenschapsbeleid en wetenschapsnieuws. Jaarlijks reikt Science een prijs uit voor de meest baanbrekende ontwikkeling in wetenschappelijk onderzoek.

## Geschiedenis

Cover van de eerste editie van Science, februari–juni 1883

Science werd in 1880 opgericht door de New Yorkse journalist John Michels met financiële steun van Thomas Edison en later Alexander Graham Bell. Het tijdschrift had aanvankelijk te weinig vaste abonnees en stopte in 1882. Bell en Gardiner Greene Hubbard kochten de rechten en bliezen het tijdschrift een nieuw leven in onder leiding van entomoloog-wetenschapper Samuel H. Scudder.  
In 1900 werd Science het officiële tijdschrift van de American Association for the Advancement of Science (AAAS). In de vroege 20e eeuw werden een aantal invloedrijke artikelen in het blad gepubliceerd, waaronder werk van Thomas Hunt Morgan over fruitvlieggenetica, Albert Einstein over zwaartekrachtlenswerking en Edwin Hubble over verre sterrenstelsels.
Na de dood van James McKeen Cattell in 1944 kwam het tijdschrift onder volledige controle van de AAAS. Onder hoofdredacteur Graham DuShane fuseerde het in 1958 met The Scientific Monthly, wat leidde tot een aanzienlijk hogere oplage. Philip Abelson, redacteur van 1962 tot 1984, moderniseerde het beoordelingsproces en publicatiepraktijken. In deze periode verschenen onder andere artikelen over de Apollo-missies en vroege rapporten over aids.
In 2001 publiceerde Science samen met Nature resultaten van het publiek gefinancierde menselijk genoomproject. In 2007 ontvingen beide tijdschriften de Prinses van Asturiëprijs voor Communicatie en Menselijkheid. In 2015 merkte Rush D. Holt Jr., CEO van de AAAS, op dat Science steeds internationaler werd: bijna 60% van de artikelen had inmiddels internationale co-auteurs, vergeleken met minder dan 20% in 1992.